# Bestial Devastation
Bestial Devastation prvi jei EP brazilskog metal-sastava Sepultura. Uradak je izvorno objavljen s uratkom Século XX sastava Overdose, a objavila ga je diskografska kuća Cogumelo Records. Godine 1990. ponovno ga je objavila diskografska kuća Roadracer Records. Također je objavljen u sklopu albuma Morbid Visions.

## O albumu
Album je snimljen u dva dana kolovoza 1985. u studiju João Guinarães u Belo Horizonteu. U prosincu iste godine diskografska kuća Cogumelo Records objavila je split album koji sadrži pet Sepulturinih pjesama i tri pjesme sastava Overdose. Glazbeni stil albuma je death metal nadahnut stilovima skupina Kreator, Slayer, Hellhammer i Sodom. Autor omota poznanik je sastava Sérgio Oliveira, koji je također izradio njegov prvi logotip. Slika demona na naslovnici dolazi sa slike In the Underworld peruanskog slikara Borisa Valleja. Uradak je ponovno objavljen kao EP 1990. godine, a njegove su se pjesme pojavile na ponovnom izdanju albuma Morbid Visions.

## Popis pjesama
| Bestial Devastation | Bestial Devastation   | Bestial Devastation | Bestial Devastation | Bestial Devastation | Bestial Devastation | Bestial Devastation | Bestial Devastation | Bestial Devastation | Bestial Devastation |
| Br.                 | Skladba               | Trajanje            |                     |                     |                     |                     |                     |                     |                     |
| ------------------- | --------------------- | ------------------- | ------------------- | ------------------- | ------------------- | ------------------- | ------------------- | ------------------- | ------------------- |
| 1.                  | »The Curse«           | 0:39                |                     |                     |                     |                     |                     |                     |                     |
| 2.                  | »Bestial Devastation« | 3:06                |                     |                     |                     |                     |                     |                     |                     |
| 3.                  | »Antichrist«          | 3:46                |                     |                     |                     |                     |                     |                     |                     |
| 4.                  | »Necromancer«         | 3:52                |                     |                     |                     |                     |                     |                     |                     |
| 5.                  | »Warriors of Death«   | 4:07                |                     |                     |                     |                     |                     |                     |                     |
| 15:30               |                       |                     |                     |                     |                     |                     |                     |                     |                     |

| Bonusovi pjesma | Bonusovi pjesma  | Bonusovi pjesma | Bonusovi pjesma | Bonusovi pjesma | Bonusovi pjesma | Bonusovi pjesma | Bonusovi pjesma | Bonusovi pjesma | Bonusovi pjesma |
| Br.             | Skladba          | Trajanje        |                 |                 |                 |                 |                 |                 |                 |
| --------------- | ---------------- | --------------- | --------------- | --------------- | --------------- | --------------- | --------------- | --------------- | --------------- |
| 6.              | »Troops of Doom« | 3:19            |                 |                 |                 |                 |                 |                 |                 |
| 18:49           |                  |                 |                 |                 |                 |                 |                 |                 |                 |

Bestial Devastation / Século XX
| 1. | »Anjos do Apocalipse« | 10:02 |
| 2. | »Filhos do Mundo«     | 6:04  |
| 3. | »Século XX«           | 5:03  |

| Bestial Devastation | Bestial Devastation   | Bestial Devastation | Bestial Devastation | Bestial Devastation | Bestial Devastation | Bestial Devastation | Bestial Devastation | Bestial Devastation | Bestial Devastation |
| Br.                 | Skladba               | Trajanje            |                     |                     |                     |                     |                     |                     |                     |
| ------------------- | --------------------- | ------------------- | ------------------- | ------------------- | ------------------- | ------------------- | ------------------- | ------------------- | ------------------- |
| 4.                  | »The Curse«           | 0:39                |                     |                     |                     |                     |                     |                     |                     |
| 5.                  | »Bestial Devastation« | 3:06                |                     |                     |                     |                     |                     |                     |                     |
| 6.                  | »Antichrist«          | 3:46                |                     |                     |                     |                     |                     |                     |                     |
| 7.                  | »Necromancer«         | 3:52                |                     |                     |                     |                     |                     |                     |                     |
| 8.                  | »Warriors of Death«   | 4:07                |                     |                     |                     |                     |                     |                     |                     |
| 36:39               |                       |                     |                     |                     |                     |                     |                     |                     |                     |

## Zasluge
| Sepultura - Max Possessed – vokal, ritam gitara - Igor Skullcrusher – bubnjevi - Tormentor – glavna gitara, bas-gitara | Ostalo osoblje - Pat – fotografije - João Guimarães – snimanje, miks - Tarso Senra – snimanje, miks - Sérgio – grafički dizajn - Wagner Antichrist – tekstovi (pjesma 3.) - Vãnia – fotografije (stražnja naslovnica) |